# بيتر كروبر
بيتر كروبر (بالإنجليزية: Peter Cropper)‏ هو موسيقي بريطاني، ولد في 19 نوفمبر 1945، وتوفي في 29 مايو 2015.

## روابط خارجية
- بيتر كروبر على موقع ميوزك برينز (الإنجليزية)
- بيتر كروبر على موقع ديسكوغز (الإنجليزية)